# 贺荣
贺荣（1962年10月12日—），山东临邑人，中华人民共和国政治人物、一级大法官，中国政法大学法學博士。现任中华人民共和国司法部黨組書記、部長，中央全面依法治國委員會辦公室副主任，中央政法委員會委員，中国共产党第十九届中央纪律检查委员会委员、中国共产党第二十届中央委员会委员。

## 职业生涯
1984年6月加入中国共产党。1984年8月参加工作。曾任北京市高级人民法院研究室副主任、副处级审判员、正处级审判员、研究室主任，北京市高级人民法院副院长、党组成员，北京市第二中级人民法院院长、党组书记（正局级），北京市高级人民法院副院长、党组副书记。
2011年12月，任中华人民共和国最高人民法院审判委员会副部级专职委员。2013年10月，任最高人民法院副院长、党组成员、审判委员会委员。
2017年3月，任中共陕西省委常委、省纪委书记。2018年2月24日，当选为第十三届全国人大代表。2018年3月，升任中共陕西省委副书记。
2020年4月，重回最高人民法院任党组副书记、常务副院长（正部长级）。
2023年2月，任中央政法委员会委员，并接替唐一军任中华人民共和国司法部部长，不再担任最高人民法院副院长、审判委员会委员、审判员职务。